# استراسبورگ (کلرادو)
استراسبورگ (به انگلیسی: Strasburg) یک منطقهٔ مسکونی در ایالات متحده آمریکا است که در شهرستان آدامز، کلرادو واقع شده‌است. استراسبورگ ۵۳٫۹۳ کیلومتر مربع مساحت و ۲٬۴۴۷ نفر جمعیت دارد و ۱٬۶۴۰ متر بالاتر از سطح دریا واقع شده‌است.